# Jean Durand (Politiker)

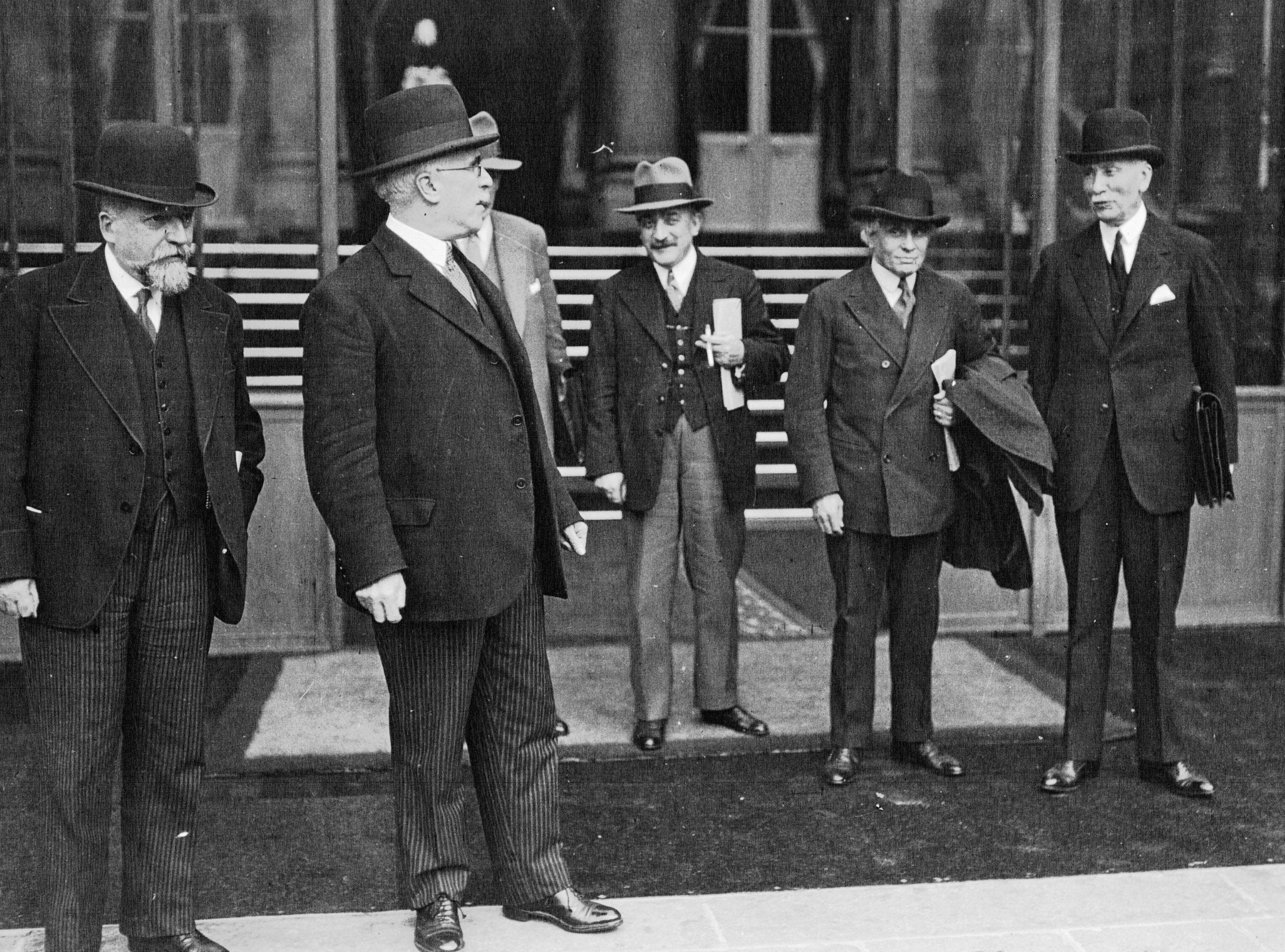
Jean Durand (links) mit Justin Godart, Henri Queuille, Joseph Paul-Boncour, René Renoult (1932)

Jean Alexandre Durand (* 8. Januar 1865 in Les Cammazes; † 11. Oktober 1936 in Castelnaudary) war ein französischer Arzt und Politiker der Dritten Republik. Er war von 1925 bis 1926 Landwirtschafts- bzw. Innenminister und 1930 Bildungsminister.

## Leben
Durand wurde als Sohn eines Bäckers geboren. Nach dem Schulbesuch in Castelnaudary studierte er Medizin an der Universität Toulouse. Seine Ausbildung zum Arzt erhielt er im Pariser Militärhospital Val-de-Grâce und in weiteren Krankenhäusern. Er war für kurze Zeit beim Militär, ließ sich dann als Arzt in Castelnaudary nieder und betätigte sich daneben in der Landwirtschaft.
Durand schloss sich während des Studiums einer republikanischen Verbindung an und trat kurz darauf in die Radikale Partei ein. Er engagierte sich zunächst kommunalpolitisch, wurde 1902 Ratsmitglied und war von 1904 bis 1912 Bürgermeister von Castelnaudary. Im Oktober 1909 wurde er Mitglied des Generalrates im Département Aude, wo er lange Zeit das Amt des Vizepräsidenten bekleidete und dem er bis zu seinem Tode angehörte.
1906 wurde Durand in die Abgeordnetenkammer gewählt, der er bis 1921 angehörte. Als Mitglied der Fraktion der Radikalsozialisten setzte er sich für die Schaffung von Stillmöglichkeiten für berufstätige Frauen sowie für das Verbot des Verkaufs und den Import von aus Glas gefertigten Babyflaschen ein. Er befürwortete zudem die Einführung der Autonomie für medizinische Bildungseinrichtungen und widmete sich finanz- und außenpolitischen Themen. Sein Hauptaugenmerk galt aber der Agrarpolitik. Als stellvertretender Vorsitzender des Ausschusses für Gesundheit und Landwirtschaft setzte er sich für eine Senkung der fiskalen Belastung von Winzern und Landwirten ein. 1916 legte er dem Parlament einen Gesetzesentwurf für die Schaffung von Landwirtschaftskammern vor.
Nach seinem Ausscheiden aus der Abgeordnetenkammer 1921 war er bis zu seinem Tod für die Demokratische Linke Senator für das Département Aude. 1933 wurde er zum Vorsitzenden der Frauenwahlrechtskommission gewählt.
Durand amtierte vom 17. April 1925 bis zum 10. April 1926 als Landwirtschaftsminister und im Anschluss bis zum 19. Juli 1926 als Innenminister in den von Paul Painlevé und Aristide Briand geleiteten Regierungen. Im kurzlebigen ersten Kabinett von Ministerpräsident Camille Chautemps bekleidete er vom 21. Februar bis zum 2. März 1930 das Amt des Ministers für Bildung und Kunst.
Am 11. Oktober 1936 starb Durand während eines Spaziergangs in seinem Heimatort Saint-Jean bei Castelnaudary. Er wurde auf dem Westfriedhof in Castelnaudary beigesetzt.